# 金必立
金 必立（キム・ピリプ、朝鮮語: 김필립、1968年 - ）は大韓民国の物理学者。ハーバード大学教授。英語名はPhilip Kim。専門はグラフェンやカーボンナノチューブの量子ホール効果の研究。
ソウル特別市出身。1990年にソウル大学校を卒業、1999年にハーバード大学から物理学のPh.D.を取得。2001年までカリフォルニア大学バークレー校で博士研究員。2014年から現職。

## 主な受賞歴
- 2008年 湖巌賞科学部門
- 2014年 オリバー・E・バックリー凝縮系賞
- 2023年 ベンジャミン・フランクリン・メダル